# Albert Guinovart
Albert Guinovart Mingacho (Barcelona, 1962) es un pianista y compositor profesional español.

## Biografía
Formado musicalmente en el Conservatorio Superior Municipal de Música de Barcelona continuó sus estudios musicales en Londres en donde estudió con la pianista y pedagoga María Curcio. Su actividad musical es muy completa, pues ha destacado en la composición, orquestación, docencia y la interpretación pianística.
Como pianista ha tocado con orquestas como la Orquesta Sinfónica de Barcelona y Nacional de Cataluña, la Orquesta Sinfónica de Madrid, la Orquesta del Festival de Sídney, la Orquesta Gürzenich -Filarmónica de Colonia, la Orquesta Nacional de Montpellier, la Orquesta Filarmónica de Helsinki, la Orquesta Nacional de Toulouse y la Franz Liszt de Budapest.
Ha sido dirigido, entre otros directores por Christopher Hogwood, Lawrence Foster, Franz Paul Decker, Edmon Colomer, Enrique Diemecke, James Laughram y Josep Pons. Como intérprete ha colaborado con artistas como Victoria de los Ángeles, Barbara Hendricks, María Bayo, Emilio Aragón, Juan Diego Flórez, Julia Migenes, Jaume Aragall y Nacho Duato.
En sus recitales como solista suele combinar la interpretación de sus propias composiciones con obras del gran repertorio pianístico, en las que destaca especialmente el repertorio del período romántico y la música española.

## Composición musical
Su catálogo de obras como compositor es muy amplio, incluyendo dos óperas, Atzar y Alba Eterna, un ballet, Terra Baixa, abundante música sinfónica y una prolífica producción camerística. Sus obras han sido dirigidas por directores como Phillipe Entremont, Lawrence Foster, Gianandrea Noseda, Franz Paul Decker o Vasily Petrenko.
Es muy conocido también por sus musicales: Mar i cel (1988,  2004 y 2014) (premio Max a la mejor composición, 2006), Flor de Nit (1992), Desconcerto Grosso (1994), Gaudí, el musical de Barcelona (2003), Paradís (2005), La Vampira del Raval (2012) Premio Max a la mejor composición musical 2013 y “Scaramouche” en 2016.
En 2007 se estrenó la versión en alemán de Mar i Cel (Der Himmel und das Meer) en la Opernhaus de Halle, Alemania, con una nueva orquestación adaptada a orquesta sinfónica.
Fruto de su vinculación con el cine ha creado la banda sonora de varias diversas películas, entre las que destaca El largo invierno, de Jaime Camino, con la que obtuvo el Premio Nacional de Cinematografía de la Generalidad de Cataluña de 1992; Los niños de Rusia, del mismo director; La Monyos de Mireia Ros y El coronel Macià de Josep Maria Forn.
En el terreno de la televisión, ha compuesto también varias sintonías que se han hecho muy populares, como las de las series pioneras de la televisión catalana, Nissaga de poder, Nissaga, l’herència, Laberint d’ombres, Mirall trencat y El cor de la ciutat. También ha musicado diversos montajes teatrales para Sergi Belbel (en el Teatre Nacional de Catalunya y en el Centro Dramático Nacional). También recibió el encargo de componer la música oficial del Campeonato Mundial de Natación de 2003 y 2013.
En 2017 fue artista residente del “Palau de la Música Catalana” de Barcelona, quien le encargó un “Requiem” para orquesta sinfónica y coro, estrenado con gran éxito. 
En 2018 ha presentado un nuevo disco, con la fiscográfica Sony, con sus obras para piano.

## Discografía
Ha grabado para discográficas como Harmonia Mundi, Decca o Emi y su amplia obra ha sido editada por la Editorial Tritó, S.L. y por la Casa Boileau de Barcelona. Ha grabado discos con la obra de Joaquín Turina, Enrique Granados, Isaac Albéniz, Stephen Heller, Joaquín Rodrigo, Xavier Montsalvatge, Xavier Gols, además de su propia obra para piano y para piano y orquesta.

## Docencia
Desde 2002 es profesor de orquestación y composición en la ESMUC (Escuela Superior de Música de Cataluña).